# عيسى حمدان
عيسى حمدان ، لاعب كرة قدم سعودي سابق.
و قد كان يلعب مع نادي النهضة السعودي.
ثم انتقل في اخر مشواره الرياضي لنادي الاتحاد بجدة
يتميز بالسرعة العالية وتحكمه العجيب بالكرة وهو يركض
صاحب قدم قوية تعرف طريق الشباك جيداً
و قد لعب مع منتخب السعودية لكرة القدم.
وهو من أفضل نجوم نادي النهضة عبر التاريخ وساهم في بقاء النادي في دوري الاضواء لسنوات عديدة

## كأس الخليج

### كأس الخليج 1979
و قد سجل هدف في مرمى منتخب قطر لكرة القدم.

### كأس الخليج 1982
و قد سجل هدف في مرمى منتخب عمان لكرة القدم.